# Brachypodium
Brachypodium là một chi thực vật có hoa trong họ Hòa thảo (Poaceae).
phân bố rộng khắp ở phần lớn châu Phi, Lục địa Á-Âu, và Mỹ Latin.

## Loài
Chi Brachypodium gồm các loài:

1. Brachypodium × ambrosii - Tây Ban Nha
2. Brachypodium × apollinaris - Tây Ban Nha
3. Brachypodium arbusculum - quần đảo Canaria
4. Brachypodium bolusii - Lesotho, Nam Phi
5. Brachypodium × cugnacii - Đan Mạch, Ireland, Pháp, Cộng hòa Séc
6. Brachypodium × diazii - Tây Ban Nha
7. Brachypodium distachyon - Mediterranean, Sahara, Sahel, tây nam châu Á từ Bồ Đào Nha + Cape Verde đến Sudan + Ukraine + Tây Tạng
8. Brachypodium firmifolium - Síp
9. Brachypodium flexum - Châu Phi from Sierra Leone đến KwaZulu-Natal + Madagascar
10. Brachypodium humbertianum - Madagascar
11. Brachypodium kawakamii - Đài Loan
12. Brachypodium kotschyi - Thổ Nhĩ Kỳ
13. Brachypodium madagascariense - Madagascar
14. Brachypodium mexicanum - Mexico, Trung Mỹ, Venezuela, Colombia, Ecuador, Peru, Bolivia
15. Brachypodium perrieri - Madagascar
16. Brachypodium phoenicoides - Mediterranean from Bồ Đào Nha + Maroc đến Hy Lạp
17. Brachypodium pinnatum - Châu Phi + Lục địa Á-Âu from Ireland + Maroc đến Trung Quốc + Yakutia
18. Brachypodium pringlei - Mexico (Nuevo León, Tamaulipas, Coahuila)
19. Brachypodium retusum - Mediterranean + các khu vực gần đó từ Bồ Đào Nha + Maroc đến Ethiopia + Kavkaz
20. Brachypodium sylvaticum - Châu Phi + Lục địa Á-Âu từ Ireland + Maroc đến Triều Tiên + New Guinea

trước đây đặt trong họ này
nhiều loài trước đây đặt trongBrachypodium nhưng nay được xem là thuộc các chi: Agropyron Anthosachne Arundinella Brachyelytrum Brachysteleum Catapodium Cutandia Distichlis Elymus Festuca Festucopsis Lolium Micropyrum Poa Ptychomitrium Rostraria Triticum Vulpia